# Yuthura Ban
Yuthura Ban es un personaje ficticio del universo expandido de la saga Star Wars.
Yuthura Ban fue la aprendiz del gran maestro de la academia sith de Korriban Uthar Wynn. A través del jedi Revan intento conspirar contra su maestro para obtener tan preciado título de maestra de dicha academia, aunque a pesar del acuerdo con Revan éste decidió pelear con el maestro de yuthura después de la pelea esta lo atacó pero perdió y Revan decidió perdonarle la vida y llevarla al lado de la luz
Aunque algunos siths dieron a conocer que Darth Revan mató a Yuthura, sin mostrar compasión.
- Datos: Q9097313